# Mario Eskenazi
Mario Eskenazi nació en Córdoba (Argentina), en 1945. Estudió arquitectura en su ciudad natal y su primer trabajo como diseñador gráfico es en el equipo de diseño de Canal 10 (Córdoba), de la Ciudad de Córdoba, en Argentina. Con la llegada de la dictadura militar y tras el cierre de la televisión, decidió trasladarse a Europa, en 1971. Primero trabajó como arquitecto y docente en Las Palmas (Gran Canaria) y finalmente se instaló en Barcelona. Sus primeros trabajos los hizo de la mano de America Sánchez y Carlos Rolando. Trabajó en agencias de publicidad y desarrolló la imagen corporativa de Banca Catalana, lo que le dio cierta popularidad. Ya con varios clientes fijos, decidió montar su propio estudio, en 1979. Ha desarrollado gráfica corporativa para entidades como el Banco Sabadell y diseño editorial para Ediciones Paidós. La fuerza comunicativa de sus proyectos le valió el Premio Nacional de Diseño en el año 2000.

## Trabajos
Sus trabajos destacan por la sencillez y claridad y se puede decir que donde pone el ojo pone el mensaje. Para Eskenazi, hacer diseño es comunicar. En su opinión, el diseño gráfico es “Cultura, comunicación y experimentación”.
Identidad Corporativa: Banco Sabadell, Grupo Tragaluz, Centro Cultural Blanquerna (Generalidad de Cataluña), DDI- Sociedad Estatal para el Desarrollo del Diseño (Ministerio de Industria), SEACEX (Ministerio de Relaciones Exteriores), Fundación Lilian Thuram (Educación contra el racismo, Paris-Barcelona), Fundació Sida y Societat, BCD / Barcelona Centro de Diseño, Barcelona pel Medi Ambient (Ajuntament de Barcelona), Santa Eulalia, Transports Metropolitans de Barcelona (TMB), Santa Mònica Centre d'Art, etc.
Señalización: Banc Sabadell, Fundació Antoni Tápies, Forum Barcelona, etc.
Editorial: diseño de colecciones para Editorial Paidós, Editorial Planeta, Palau Robert,
Fundación Banc Sabadell, Centro Cultural Blanquerna, BCD, etc.

## Estilo
Destaca el uso que hace de las tipografías, la aplicación del color y su sencillez lógica. Es un estilo conceptual, en el que no importan tanto las formas como las ideas.
Los seis principios para trabajar en diseño según el propio Eskenazi son:
- 1. Comenzar con ideas.
- 2. Dejar que los conceptos determinen la forma.
- 3. Eliminar elementos superfluos.
- 4. Hacer que las cosas complejas se vean simples.
- 5. Reducir hasta la esencia.
- 6. Mantener la integridad de la idea.

## Premios
- LAUS (Gran Laus y más de veinte oros, plata y bronce, ADG-FAD Barcelona)
- Premio Nacional de Diseño 2.000 (Ministerio de Ciencia y Tecnología / Fundación BCD)

### Nominaciones
- Art Directors Club (New York, USA)
- D&AD (London, UK)

## Exposiciones
- *Metamorfosis (CCCB)
- *Ferran Adrià i el Bulli (Palau Robert)
- *Picasso versus Rossinyol (Museu Picasso)
- *Premis Delta. 50 Anys amb el Disseny (Palau Robert)
- *Los viajes de Josep Plà (Blanquerna)
- *Amb Manuel Vázquez Montalbán (Palau Robert)

## Entrevistas
- http://lbbonline.com/news/5-minutes-with-mario-eskenazi-agi/
- https://web.archive.org/web/20131215234927/http://a-g-i.org/current
- http://www.nometoqueslashelveticas.com/2012/04/mario-eskenazi.html
- http://www.revistasculturales.com/articulos/65/visual/364/2/eskenazi-nada-que-quitar.html